# نیو سیلم (داکوتای شمالی)
نیو سیلم(به انگلیسی: New Salem) شهری در ایالت داکوتای شمالی کشور ایالات متحده آمریکا است که جمعیت آن در سرشماری سال ۲۰۱۰ میلادی، ۹۴۶ نفر بوده‌است.